# ATREX
ATREX (Air Turbo Ramjet EXpander cycle) エンジンは、宇宙科学研究所 (ISAS) を中心に研究開発された、エキスパンダーサイクル (EX) を特徴とするエアターボ・ラムジェットエンジン (ATR) である。

## 概要
低速ではターボジェット、高速ではラムジェットとして駆動する可変サイクルエンジンである。この種の民生用エンジンとしては世界で唯一研究開発が行われているものであり、静止時からマッハ6までの速度域で駆動が可能であること等が特長である。燃料に液体水素を用いるエアブリージングのジェットエンジンであり、圧縮した空気やノズルなどの冷却に液体水素を使用し、その水素を用いてチップタービンとターボポンプを駆動するというエキスパンダーサイクルを採用している。
当初はATRとして二段式宇宙輸送機 (TSTO) 第1段等への使用を検討する目的として1988年に研究開発が開始されたものであり、1992年にエキスパンダーサイクルを採用しATREXに（発展的に）変更された。
2008年の時点で、推力500 kgfのサブスケールエンジンを用いた地上燃焼試験等に成功しており、その時点での想定ロードマップでは、2010年代の飛行実証を経て、2025年以降の実用化、としていた。その後、この成果を基に推力を向上させた極超音速ターボジェットエンジンの研究が行われ、極超音速旅客機の実現に向けて研究が行われている。

## エンジン構成
以下の部分から構成される。
インテーク（空気採り入れ口）
相対的に高速な空気を使いやすいよう減速させて取り込む装置。飛行速度に応じて中心のスパイクが前後に移動して常に最適な形状を取るよう制御される。
プリクーラー（空気予冷却器）
圧縮された空気は高温になるため、零下250度の液体水素で冷却する。これによりファンを熱から守り、空気を吸い込みやすくし、また燃料の水素に熱エネルギーを与えてエンジンの性能向上につながる。
チップタービン
ファンの外側についていて、ファンを回転させる駆動源。プリクーラー、熱交換器を通ってきた水素を回転エネルギーに変換する。
ファン（空気圧縮器）
外側がチップタービンとついていて、チップタービンで得た回転エネルギーを空気の内部エネルギーに変換する。扇風機のような構造で入ってきた空気を圧縮し、圧力を高める。マッハ数1くらいになるまでの速度では、ファンが推力を出すために重要。反対に高いマッハ数では周辺の大気が高速なため、せき止めるだけで空気を圧縮できるのでファンは仕事をしない。
通常のジェットエンジンではこのファンの部分はコンプレッサーで十数段にもなるが、ATREXでは高速で使うため地上でエンジンが動く最小の構成になっている。
ミキサー（燃料-空気混合器）
効率的に燃焼させるために取り込んだ空気と燃料の水素をよく混合する部分。火炎を安定させるための保炎器の役割もある。チップタービンを経た水素は外側から、ファンで圧縮された水素は内側から供給され、ミキサーのスリットを通って空気の流れに混ざる。混合を速くするために空気と水素の流れに旋回をかける。
熱交換器
燃焼部の後部にチューブを張り巡らせ、燃焼ガスに水素を通し、水素に熱エネルギーを与えるための装置。このおがげでエンジンの燃費が大幅に向上できる。
プラグノズル（排気孔）
燃焼後のガスをエンジンの後方に高速で吹き出す。エンジン後方の状態も飛行速度により変化するが、プラグノズルは広い作動状態で安定した性能を保つ。常に最適な形状になるように真ん中についているスパイクが前後に移動することができる。

## 研究開発体制
ATREXの研究開発には様々な機関や企業が関わっている。
研究機関
- 宇宙航空研究開発機構 - 研究開発全体の取りまとめ
- アメリカ航空宇宙局グレン研究センター - 軸対称型エアインテークの風洞試験

企業
- IHI - エンジンシステムとプラグノズルの開発
- 川崎重工業 - プリクーラー付エアインテークの開発
- 三菱重工業 - 飛翔実験機と2段式スペースプレーンの研究
- EADS - C/C複合材と再生冷却燃焼器の開発

## ATR
その後の、日本における極超音速を想定したATR系エンジンの研究開発には、以下がようなものがある。
- 炭化水素系燃料と液体酸素を併用する、ガスジェネレータサイクルに構成を変更したGG-ATRエンジンの研究開発が室蘭工業大学航空宇宙機システム研究センターを中心に行われている[2]。
- JAXAの航空技術部門（旧NAL）を中心に、「極超音速旅客機技術」（「静粛超音速機技術」(D-SEND) とは別）の[3]要素技術として、水素燃料の「極超音速ターボジェット」の研究開発が行われている。